# Pusa (Maleisië)
Pusa (Maleisisch: Pekan Pusa) is een plaats in het gelijknamige district, in het deelgebied Betong van de Maleisische staat Sarawak. De plaats ligt vlakbij Saratok.